# 임현주 (1992년)
임현주(1992년 ~ )은 대한민국의 배우이다.

## 출연 작품

### 드라마
- 2019년 Seezn 10부작 수목 웹 드라마 《우웅우웅 시즌2》 ... 이체리 역
- 2021년 카카오 TV 4부작 화요 웹 드라마 《오늘부터 엔진 ON》 ... 노유화 역
- 2021년 TVING 12부작 금요 웹 드라마 《백수세끼》 ... 서수정 역

### 방송
- 2018년 채널A 하트시그널 시즌2
- 2018년 패션엔 팔로우미
- 2025년 유튜브 노빠꾸 탁재훈